# Mouvement Réformateur
De Mouvement Réformateur (MR, Hervormingsbeweging) is een verbond van twee Franstalige en één Duitstalige rechtse en centrumrechtse politieke partijen in België. De Mouvement Réformateur is lid van de Alliantie van Liberalen en Democraten voor Europa (ALDE) en de Liberale Internationale.

## Geschiedenis
MR werd op 24 maart 2002 gevormd door het samengaan van vier bestaande partijen:
- de toenmalige PRL (Parti réformateur libéral), de Franstalige liberalen, tegenhanger van de Open Vld;
- het FDF (Fédéralistes Démocrates Francophones);
- de MCC (Mouvement des Citoyens pour le Changement), een beweging, afgescheurd uit de PSC (Parti social Chrétien) rond Gérard Deprez;
- de PFF (Partei für Freiheit und Fortschritt), de zusterpartij van de toenmalige PRL in het Duitse taalgebied.

De drie laatste partijen hebben hun eigen structuren behouden, terwijl de PRL helemaal is opgegaan in MR.
PRL, FDF en MCC vormden op 1 december 1998 al een federatie en gingen voor de verkiezingen van 13 mei 1999 een lijstverbinding aan. Het kartel behaalde achttien zetels in de Kamer van volksvertegenwoordigers en negen in de Senaat, en trad toe tot de paarsgroene regering-Verhofstadt I.
Op 18 mei 2003 nam MR onder die naam voor het eerst deel aan verkiezingen voor het Federaal Parlement. De partij behaalde 24 zetels in de Kamer van volksvertegenwoordigers en elf in de Senaat. Enkele weken later trad MR toe tot de paarse regering-Verhofstadt II.
Onder het voorzitterschap van Didier Reynders werd de partij, bij de federale verkiezingen van 2007, voor het eerst groter dan aartsrivaal PS. In de daaropvolgende, communautair woelige jaren was MR vertegenwoordigd in de regeringen van Open Vld'er Guy Verhofstadt (regering-Verhofstadt III) en CD&V'ers Yves Leterme (regering-Leterme I en regering-Leterme II) en Herman Van Rompuy (regering-Van Rompuy).
Bij vervroegde verkiezingen in 2010 volgde een terugval: MR zakte van 23 naar achttien zetels in de Kamer en van tien naar acht zetels in de Senaat.
In januari 2011 werd Didier Reynders, na groeiend intern verzet en voorzittersverkiezingen, opgevolgd door Charles Michel, zoon van Louis Michel en oud-minister van Ontwikkelingssamenwerking.
Michel loodste de partij in december 2011, na een regeringsformatie van 541 dagen, in de regering-Di Rupo. MR kwam echter niet zonder kleerscheuren uit de onderhandelingen. Op 25 september 2011 had de algemene raad van het FDF immers besloten zich uit het kartel terug te trekken. De wijze waarop partijvoorzitter Michel de Franstalige belangen had verdedigd bij het akkoord rond de splitsing van het arrondissement Brussel-Halle-Vilvoorde, was voor de partij onacceptabel. Het kartel verloor hierdoor drie Kamerzetels.
Bij de verkiezingen van 2014 groeide MR opnieuw, tot 20 Kamerzetels en acht zetels in de (hervormde) Senaat, terwijl de PS verloor. Toch bleven de Franstalige socialisten de grootste partij in Wallonië.
Nadat MR, voor de derde deelstaatverkiezingen op rij, uit de regionale coalities werd geweerd door de PS en het cdH, besloten de Franstalige liberalen om als enige Franstalige partij deel te nemen aan de federale onderhandelingen, met drie Vlaamse partijen: N-VA, CD&V en Open Vld. Na een formatie van 139 dagen legde de regering-Michel I, in oktober 2014, de eed af. MR levert daarmee voor het eerst de premier. Na de verkiezing van Charles Michel tot voorzitter van de Europese Raad en in afwachting van de vorming van een nieuwe regering werd Sophie Wilmès, toenmalig liberaal minister van Begroting, belast met de Nationale Loterij, in oktober 2019 de eerste vrouwelijke premier van België. Zij vormde een crisisregering op 17 maart 2020 in het kader van de COVID-19-pandemie.
Charles Michel werd in zijn partij opgevolgd door Olivier Chastel, eerst als waarnemend, daarna als verkozen voorzitter.

## Voorzitters
| Naam                  | Periode                             | Opmerkingen                                                                         |
| --------------------- | ----------------------------------- | ----------------------------------------------------------------------------------- |
| Daniel Ducarme        | 24 maart 2002 - 27 mei 2003         |                                                                                     |
| Antoine Duquesne      | 27 mei 2003 - 11 oktober 2004       | Waarnemend voorzitter tot 29 juni 2003, officieel verkozen op 29 juni 2003.         |
| Didier Reynders       | 11 oktober 2004 - 14 februari 2011  | Verkozen op 10 oktober 2004, herkozen op 19 november 2008.                          |
| Charles Michel        | 14 februari 2011 - 11 oktober 2014  | Verkozen op 20 januari 2011, officieel geïnstalleerd op 14 februari 2011.           |
| Olivier Chastel       | 20 oktober 2014 - 18 februari 2019  | Waarnemend voorzitter tot 11 december 2014, officieel verkozen op 11 december 2014. |
| Charles Michel        | 18 februari 2019 - 29 november 2019 |                                                                                     |
| Georges-Louis Bouchez | 29 november 2019 - heden            | Verkozen op 29 november 2019, herkozen op 15 juli 2024.                             |

## Politieke mandatarissen

### Europees niveau
MR heeft drie zetels in het Europees Parlement:
- Benoît Cassart
- Olivier Chastel
- Sophie Wilmès

### Federaal niveau

#### Uitvoerende macht
| Federale regering De Wever | Federale regering De Wever | Federale regering De Wever                           |
| Functie                    | Naam                       | Bevoegdheid                                          |
| -------------------------- | -------------------------- | ---------------------------------------------------- |
| Vicepremier                | David Clarinval            | Werk, Economie en Landbouw                           |
| Minister                   | Bernard Quintin            | Veiligheid en Binnenlandse Zaken, belast met Beliris |
| Minister                   | Mathieu Bihet              | Energie                                              |
| Minister                   | Eléonore Simonet           | Middenstand, Zelfstandigen en KMO's                  |

#### Wetgevende macht

##### Kamer van volksvertegenwoordigers
MR heeft 19 zetels in de Kamer van volksvertegenwoordigers:
- Daniel Bacquelaine
- Christophe Bombled
- Georges-Louis Bouchez
- Hervé Cornillie
- Charlotte Deborsu
- Catherine Delcourt
- Michel De Maegd
- Denis Ducarme
- Anthony Dufrane
- Gilles Foret
- Philippe Goffin
- Youssef Handichi
- Pierre Jadoul
- Mathieu Michel
- Benoît Piedboeuf (fractievoorzitter)
- Florence Reuter
- Vincent Scourneau
- Julie Taton
- Victoria Vandeberg

##### Senaat
MR telt acht senatoren:
- Valérie De Bue
- Philippe Dodrimont
- Véronique Durenne
- Anne-Charlotte d'Ursel
- Viviane Teitelbaum
- Stéphanie Thoron
- Gaëtan Van Goidsenhoven (fractievoorzitter)
- Jean-Paul Wahl

### Waals Gewest

#### Uitvoerende macht
| Waalse regering Dolimont | Waalse regering Dolimont | Waalse regering Dolimont                                                              |
| Functie                  | Naam                     | Bevoegdheid                                                                           |
| ------------------------ | ------------------------ | ------------------------------------------------------------------------------------- |
| Minister-president       | Adrien Dolimont          | Begroting, Financiën, Dierenwelzijn, Internationale Betrekkingen en Wapenvergunningen |
| Viceminister-president   | Pierre-Yves Jeholet      | Economie, Werkgelegenheid, Industrie en Opleiding                                     |
| Minister                 | Anne-Catherine Dalcq     | Landbouw, Plattelandsbeleid, Natuur, Jacht, Visserij en Bossen                        |
| Minister                 | Cécile Neven             | Energie, Lucht-Klimaatplan, Huisvesting en Luchthavens                                |
| Minister                 | Jacqueline Galant        | Sportinfrastructuur, Ambtenarenzaken en Administratieve Vereenvoudiging               |

#### Wetgevende macht
MR heeft 26 zetels in het Waals Parlement:
- Valérie Bluge
- Willy Borsus
- Caroline Cassart-Mailleux
- Grégory Chintinne
- Maxime Daye
- Valérie De Bue (fractievoorzitter)
- Arnaud Dewez
- Philippe Dodrimont
- Véronique Durenne
- Yves Evrard
- Hervé Fiévet
- Charles Gardier
- Nicolas Janssen
- Anne Laffut
- Vincent Maillen
- Olivier Maroy
- Chris Massaki Mbaki
- Christine Mauel
- Diana Nikolic
- Vincent Palermo
- Guillaume Soupart
- Caroline Taquin
- Stéphanie Thoron
- Nicolas Tzanetatos
- Jean-Paul Wahl
- Valérie Warzée-Caverenne

### Franse Gemeenschap

#### Uitvoerende macht
| Franse Gemeenschapsregering Degryse | Franse Gemeenschapsregering Degryse | Franse Gemeenschapsregering Degryse |
| Functie                             | Naam                                | Bevoegdheid                         |
| ----------------------------------- | ----------------------------------- | ----------------------------------- |
| Viceminister-president              | Valérie Glatigny                    | Verplicht Onderwijs                 |
| Minister                            | Jacqueline Galant                   | Sport en Media                      |
| Minister                            | Adrien Dolimont                     | Wetenschappelijk Onderzoek          |

#### Wetgevende macht
MR levert in het Parlement van de Franse Gemeenschap 31 parlementsleden:
- Loubna Azghoud
- Clémentine Barzin
- Valérie Bluge
- Willy Borsus
- Caroline Cassart-Mailleux
- Grégory Chintinne
- Stéphanie Cortisse
- Maxime Daye
- Valérie De Bue (fractievoorzitter)
- Louis de Clippele
- Arnaud Dewez
- Philippe Dodrimont
- Véronique Durenne
- Yves Evrard
- Hervé Fiévet
- Charles Gardier
- Nicolas Janssen
- Anne Laffut
- Vincent Maillen
- Olivier Maroy
- Chris Massaki Mbaki
- Diana Nikolic
- Vincent Palermo
- Françoise Schepmans
- Guillaume Soupart
- Caroline Taquin
- Stéphanie Thoron
- Nicolas Tzanetatos
- Gaëtan Van Goidsenhoven
- Jean-Paul Wahl
- Valérie Warzée-Caverenne

### Brussels Hoofdstedelijk Gewest

#### Wetgevende macht
MR telt 20 mandatarissen in het Brussels Hoofdstedelijk Parlement:
- Loubna Azghoud
- Clémentine Barzin (fractievoorzitter)
- Kristela Bytyçi
- Angelina Chan
- Geoffroy Coomans de Brachène
- Aurélie Czekalski
- Louis de Clippele
- Ariane de Lobkowicz-d'Ursel
- Ludivine de Magnanville
- Anne-Charlotte d'Ursel
- Amin El Boujdaini
- Aline Godfrin
- Sadik Köksal
- Ismail Luahabi
- Bertin Mampaka Mankamba
- Hennan Oflu
- Amélie Pans
- Françoise Schepmans
- Gaëtan Van Goidsenhoven
- Olivier Willocx

### Lokaal niveau

#### Provincieraadsleden
- Suzette Albert
- Jacques Aubry
- Laura Ballez
- Olivier Barthelemy
- François Bellot
- Armand Boite
- Laetitia Brogniez
- Fabienne Brousmiche
- Philippe Bultot
- Emmanuel Burton
- Stéphanie Bury-Hauchart
- Marc Castel
- Thomas Cialone
- Denis Collard
- Stéphane Collignon
- André-Paul Coppens
- Gérard Couronné
- Laura Debatty
- Jean-Pierre De Clercq
- Sybille de Coster-Bauchau
- Virginie Defrang-Firket
- Maxime Degey
- Luc Delire
- Lucie Demarez
- André Denis
- Christophe Dister
- Anna Dodrimont
- Katty Firquet
- Carole Ghiot
- Dominique Gillard
- Jordan Godfriaux
- Aurore Goossens
- Valéry Gosselain
- Pol Hartog
- Mélanie Havenne
- Pierre Huart
- Simon Huberty
- Sébastien Humblet
- Michel Jacquet
- Jean-Claude Jadot
- Eric Jérôme
- Hubert Jonet
- Sophie Keymolen
- Xavier Kroëll
- Sabine Laruelle
- Caroline Lebeau
- Hélène Lebrun
- Valérie Lecomte
- Benjamin Lembourg
- Etienne Lenfant
- Arnaud Maquille
- Anne Masson
- Jessica Mayon
- Pauline Maziers
- Jean-Luc Meurice
- Thierry Neyens
- Michel Pecquereau
- Frédéric Petit
- Florence Pottiez
- Pascal Rodeyns
- Laurence Rotthier
- Laurence Roulin-Durieux
- Sandy Salmon
- Damien Sauvage
- Laurie Semaille
- Merveille Siassia-Bula
- Anne-Françoise Simons-Peersman
- Tanguy Stuckens
- Pauline Targez
- Julie Tessier
- Anne Thans-Debruge
- Joseph Tordoir
- Mathieu Ulrici
- Jean-Marc Van Espen
- Chantal Versmissen-Sollie
- Vincent Wauthoz
- Amandine Wéry
- Anne Zinnen-Fabry

#### Gedeputeerden
MR levert volgende gedeputeerden:
- André Denis
- Christophe Dister
- Katty Firquet
- Dominique Gillard
- Aurore Goossens
- Mélanie Havenne
- Sophie Keymolen
- Sabine Laruelle
- Tanguy Stuckens

#### Burgemeesters
MR levert 110 van de 271 Franstalige (252 Waalse en 19 Brusselse) burgemeesters:
- Gilles Graindorge (Assesse)
- Freddy Lejeune (Aubel)
- Thierry Carpentier (Aywaille)
- Bastien Marlot (Beloeil)
- Mathieu Rossignol (Bertrix)
- Carole Ghiot (Bevekom)
- Jérôme Cochart (Blegny)
- Raphaël Dubois (Borgworm)
- Marie-Julie Nemery (Bouillon)
- Frédéric Bertrand (Burdinne)
- Michaël Busine (Celles)
- Christophe Bombled (Cerfontaine)
- Thierry Champagne (Chastre)
- Daniel Bacquelaine (Chaudfontaine)
- Zoé Delhaye (Chièvres)
- Tanguy Dardenne (Chimay)
- Sébastian Pirlot (Chiny)
- Frédéric Deville (Ciney)
- Jean Paulus (Comblain-au-Pont)
- Caroline Taquin (Courcelles)
- Steve De Wevere (Court-Saint-Etienne)
- Philippe Goffin (Crisnée)
- Benoît Defauwes (Dalhem)
- Richard Fournaux (Dinant)
- Pascal Jacquiez (Doische)
- Marie-Christine Marghem (Doornik)
- Rudi Delhaise (Eghezée)
- Vincent Scourneau (Eigenbrakel)
- Michel Jacquet (Erezée)
- Laura Iker (Esneux)
- Henri Thiry (Etalle)
- Vincent De Wolf (Etterbeek)
- Jean-Marc Delchambre (Faimes)
- Henri Christophe (Fexhe-le-Haut-Clocher)
- Gaëtan de Bilderling (Fosses-la-Ville)
- Alain Vandromme (Froidchapelle)
- Jean-Philippe Dumont (Geer)
- Jean-Luc Meurice (Geldenaken)
- Gérard Couronné (Genepiën)
- Olivier Barthélemy (Habay)
- Patrick Lecerf (Hamoir)
- Valérie Warzée-Caverenne (Hamois)
- Olivier Leclercq (Ham-sur-Heure-Nalinnes, waarnemend)
- Manu Douette (Hannuit)
- Nathalie Demanet (Havelange)
- Pascal Collin (Hélécine)
- Marc Drouguet (Herve)
- Hélène Lebrun (Houyet)
- Victoria Vandeberg (Jalhay)
- Jean-Luc Evrard (Jemeppe-sur-Sambre)
- Stéphanie Hutton (Jurbeke, waarnemend)
- Alice Leeuwerck (Komen-Waasten)
- Jean-Pierre Dardenne (La Roche-en-Ardenne)
- Laurence Rotthier (Lasne)
- Simon Huberty (Léglise)
- Isabelle Galant (Lens)
- Virginie Kulawak (Le Roeulx)
- Antoine Motte (Lessen)
- Hervé Cornillie (Leuze-en-Hainaut)
- Anne Laffut (Libin)
- Laurence Crucifix (Libramont-Chevigny)
- Yves Kinnard (Lijsem)
- Thierry Kenler (Martelange)
- Jean-Pierre Bourdeaud'huy (Mont-de-l'Enclus)
- Marie-Hélène Knoops (Montigny-le-Tilleul)
- Julien Breuer (Mont-Saint-Guibert)
- Virginie Defrang-Firket (Neupré)
- Jean-Marc Daerden (Oerle)
- Violaine Herbaux (Opzullik)
- Nicolas Van der Maren (Ottignies-Louvain-la-Neuve)
- Caroline Cassart-Mailleux (Ouffet)
- Alain Poncelet (Paliseul)
- Jordan Godfriaux (Perwijs)
- Michelle Habets (Plombières)
- Philippe Knaepen (Pont-à-Celles)
- Luc Delire (Profondeville)
- David Volant (Quévy)
- Cedric Lerusse (Rendeux)
- Patricia Lebon (Rixensart)
- Julien Defaux (Rochefort)
- Pierre Pirard (Sainte-Ode)
- Audrey Henry (Schaarbeek)
- Bénédicte Poll (Seneffe)
- Maxime Daye ('s-Gravenbrakel)
- Valérie Lecomte (Somme-Leuze)
- Benjamin Houet (Soumagne)
- Nicolas Tefnin (Spa)
- Luc Delvaux (Sprimont)
- Fabien Legros (Stavelot)
- Frédéric Clarinval (Tellin)
- Xavier Verhaeghe (Terhulpen)
- Philippe Boury (Theux)
- Rachel Sobry (Thuin)
- Christine Guyot (Tinlot)
- Benoît Piedboeuf (Tintigny)
- Claude Legrand (Trois-Ponts)
- Samuel D'Orazio (Tubeke)
- Boris Dilliès (Ukkel)
- Yves Besseling (Vaux-sur-Sûre)
- Maxime Degey (Verviers)
- François Wautelet (Villers-le-Bouillet)
- Emmanuel Burton (Villers-la-Ville)
- Etienne Chalon (Virton)
- Dominique Marcil (Vloesberg)
- Thomas Courtois (Wasseiges)
- Florence Reuter (Waterloo)
- David Leisterh (Watermaal-Bosvoorde)
- Jean-Luc Nix (Welkenraedt)
- Benoît Classon (Wellin)
- Viviane Dessart (Wezet)